# Smicroloba quadrapex
Smicroloba quadrapex är en fjärilsart som beskrevs av George Francis Hampson 1891. Smicroloba quadrapex ingår i släktet Smicroloba och familjen nattflyn. Inga underarter finns listade i Catalogue of Life.